# Maria von Beroldingen
Maria von Beroldingen (* 2. August 1853 in Ratzenried; † 31. Mai 1942 ebenda) war eine deutsche Malerin.

## Leben
Maria von Beroldingen wurde 1853 im Schloss Ratzenried als Tochter des Grafen Paul Ignaz von Beroldingen geboren. Ab 1880 lernte sie bei den Tiermalern Guido von Maffei und Victor Weishaupt die Grundlagen der Malerei. 1886 konnte sie erstmals im Münchner Kunstverein ausstellen. Ihre Bilder signierte sie in dieser Zeit noch mit dem Synonym Marie Bergen, später dann mit ihrem Namen. Anfangs malte von Beroldingen vor allem ihre eigenen Dackel, später dann Kleinformate mit kleineren Tierarten wie Hasen, Dachse, Füchse, Katzen, Rebhühner und Birkhähne. Jagdszenen und Landschaftsbilder gehörten zu ihren favorisierten Sujets.
Neben dem Münchner Kunstverein stellte von Beroldingen auch im Glaspalast München sowie in Prag und Wien aus. Für das Gemälde Bergfinken im Schnee erhielt sie 1906 beim Concours International des Arts de la Femme in Paris ein Ehrendiplom. Von ihren Bildern sind heute nur sehr wenige erhalten.
Im Schloss Ratzenried gestaltete sie die Jugendstil-Verglasungen im Speisesaal, im ersten Stock Tür-Schnitzereien und im Turmzimmer Stoffmalereien im Stil des 17./18. Jahrhunderts (1892). Auch auf der gräflichen Empore in der Ratzenrieder Kirche sind Schnitzereien erhalten, außerdem gestaltete sie eine Wandvertäfelung für den Chor. Im Ausgedinghaus gestaltete sie die Fensterlaibungen auf antikisierende und barocke Art.
Von Beroldingen blieb zeit ihres Lebens unverheiratet. Sie starb 1942 in Ratzenried. 